# 3.ª etapa do Giro d'Italia de 2021
A 3.ª etapa do Giro d'Italia de 2021 teve lugar a 10 de maio de 2021 entre Biella e Canale sobre um percurso de 190 km e foi vencida em solitário pelo holandês Taco van der Hoorn do Intermarché-Wanty-Gobert Matériaux. O italiano Filippo Ganna conseguiu manter a liderança mais um dia.

## Classificação da etapa
| Biella - Canale | etapa escarpada | (190 km) |

| \| Classificação por etapas \| Classificação por etapas \| Classificação por etapas \| Classificação por etapas \| Classificação por etapas \| \| Ciclista \| Ciclista \| Equipe \| Tempo \| \| \| ------------------------ \| ------------------------ \| ---------------------------------- \| ------------------------ \| ------------------------ \| \| 1. \| Taco van der Hoorn \| Intermarché-Wanty-Gobert Matériaux \| 4h21m29s \| \| \| 2. \| Davide Cimolai \| Israel Start-Up Nation \| + 4s \| \| \| 3. \| Peter Sagan \| Bora-Hansgrohe \| + 4s \| \| \| 4. \| Elia Viviani \| Cofidis \| + 4s \| \| \| 5. \| Patrick Bevin \| Israel Start-Up Nation \| + 4s \| \| \| 6. \| Gianni Vermeersch \| Alpecin-Fenix \| + 4s \| \| \| 7. \| Fernando Gaviria \| UAE Team Emirates \| + 4s \| \| \| 8. \| Alberto Bettiol \| EF Education-Nippo \| + 4s \| \| \| 9. \| Stefano Oldani \| Lotto-Soudal \| + 4s \| \| \| 10. \| Jacopo Mosca \| Trek-Segafredo \| + 4s \| \| |                    |                                    |          |
| |                    |                                    |          |
| Fonte: ProCyclingStats |                    |                                    |          |
| Classificação por etapas |                    |                                    |          |
| Ciclista | Ciclista           | Equipe                             | Tempo    |
| 1. | Taco van der Hoorn | Intermarché-Wanty-Gobert Matériaux | 4h21m29s |
| 2. | Davide Cimolai     | Israel Start-Up Nation             | + 4s     |
| 3. | Peter Sagan        | Bora-Hansgrohe                     | + 4s     |
| 4. | Elia Viviani       | Cofidis                            | + 4s     |
| 5. | Patrick Bevin      | Israel Start-Up Nation             | + 4s     |
| 6. | Gianni Vermeersch  | Alpecin-Fenix                      | + 4s     |
| 7. | Fernando Gaviria   | UAE Team Emirates                  | + 4s     |
| 8. | Alberto Bettiol    | EF Education-Nippo                 | + 4s     |
| 9. | Stefano Oldani     | Lotto-Soudal                       | + 4s     |
| 10. | Jacopo Mosca       | Trek-Segafredo                     | + 4s     |

## Classificações ao final da etapa
- As classificações finalizaram da seguinte forma:[2]

### Classificação geral(Maglia Rosa)
| \| Classificação geral \| Classificação geral \| Classificação geral \| Classificação geral \| Classificação geral \| \| Ciclista \| Ciclista \| Equipe \| Tempo \| \| \| ------------------- \| -------------------- \| --------------------- \| ------------------- \| ------------------- \| \| 1. \| Filippo Ganna \| Ineos Grenadiers \| 8h51m26s \| \| \| 2. \| Tobias Foss \| Jumbo-Visma \| + 16s \| \| \| 3. \| Remco Evenepoel \| Deceuninck-Quick Step \| + 20s \| \| \| 4. \| João Almeida \| Deceuninck-Quick Step \| + 20s \| \| \| 5. \| Rémi Cavagna \| Deceuninck-Quick Step \| + 21s \| \| \| 6. \| Gianni Moscon \| Ineos Grenadiers \| + 26s \| \| \| 7. \| Aleksandr Vlasov \| Astana-Premier Tech \| + 27s \| \| \| 8. \| Alberto Bettiol \| EF Education-Nippo \| + 29s \| \| \| 9. \| Jonathan Castroviejo \| Ineos Grenadiers \| + 30s \| \| \| 10. \| Diego Ulissi \| UAE Team Emirates \| + 32s \| \| |                      |                       |          |
| |                      |                       |          |
| Fonte: ProCyclingStats |                      |                       |          |
| Classificação geral |                      |                       |          |
| Ciclista | Ciclista             | Equipe                | Tempo    |
| 1. | Filippo Ganna        | Ineos Grenadiers      | 8h51m26s |
| 2. | Tobias Foss          | Jumbo-Visma           | + 16s    |
| 3. | Remco Evenepoel      | Deceuninck-Quick Step | + 20s    |
| 4. | João Almeida         | Deceuninck-Quick Step | + 20s    |
| 5. | Rémi Cavagna         | Deceuninck-Quick Step | + 21s    |
| 6. | Gianni Moscon        | Ineos Grenadiers      | + 26s    |
| 7. | Aleksandr Vlasov     | Astana-Premier Tech   | + 27s    |
| 8. | Alberto Bettiol      | EF Education-Nippo    | + 29s    |
| 9. | Jonathan Castroviejo | Ineos Grenadiers      | + 30s    |
| 10. | Diego Ulissi         | UAE Team Emirates     | + 32s    |

### Classificação por pontos(Maglia Ciclamino)
| Classificação por pontos | Classificação por pontos | Classificação por pontos           | Classificação por pontos | Classificação por pontos |
| Ciclista                 | Ciclista                 | Equipe                             | Pontos                   |                          |
| ------------------------ | ------------------------ | ---------------------------------- | ------------------------ | ------------------------ |
| 1.                       | Tim Merlier              | Alpecin-Fenix                      | 50 pts                   |                          |
| 2.                       | Elia Viviani             | Cofidis                            | 38 pts                   |                          |
| 3.                       | Giacomo Nizzolo          | Qhubeka Assos                      | 35 pts                   |                          |
| 4.                       | Peter Sagan              | Bora-Hansgrohe                     | 29 pts                   |                          |
| 5.                       | Taco van der Hoorn       | Intermarché-Wanty-Gobert Matériaux | 28 pts                   |                          |
| 6.                       | Davide Cimolai           | Israel Start-Up Nation             | 25 pts                   |                          |
| 7.                       | Dylan Groenewegen        | Jumbo-Visma                        | 18 pts                   |                          |
| 8.                       | Filippo Ganna            | Ineos Grenadiers                   | 15 pts                   |                          |
| 9.                       | Simon Pellaud            | Androni Giocattoli-Sidermec        | 12 pts                   |                          |
| 10.                      | Filippo Tagliani         | Androni Giocattoli-Sidermec        | 12 pts                   |                          |

### Classificação da montanha(Maglia Azzurra)
| Classificação da montanha | Classificação da montanha | Classificação da montanha   | Classificação da montanha | Classificação da montanha |
| Ciclista                  | Ciclista                  | Equipe                      | Pontos                    |                           |
| ------------------------- | ------------------------- | --------------------------- | ------------------------- | ------------------------- |
| 1.                        | Vincenzo Albanese         | Eolo-Kometa                 | 16 pts                    |                           |
| 2.                        | Simon Pellaud             | Androni Giocattoli-Sidermec | 6 pts                     |                           |
| 3.                        | Lars van den Berg         | Groupama-FDJ                | 6 pts                     |                           |
| 4.                        | Samuele Zoccarato         | Bardiani CSF Faizanè        | 2 pts                     |                           |
| 5.                        | Filippo Tagliani          | Androni Giocattoli-Sidermec | 2 pts                     |                           |
| 6.                        | Alexis Gougeard           | AG2R Citroën Team           | 1 pt                      |                           |
| 7.                        | Umberto Marengo           | Bardiani CSF Faizanè        | 1 pt                      |                           |

### Classificação dos jovens(Maglia Bianca)
| Classificação dos jovens | Classificação dos jovens | Classificação dos jovens | Classificação dos jovens | Classificação dos jovens |
| Ciclista                 | Ciclista                 | Equipe                   | Tempo                    |                          |
| ------------------------ | ------------------------ | ------------------------ | ------------------------ | ------------------------ |
| 1.                       | Filippo Ganna            | Ineos Grenadiers         | 8h51m26s                 |                          |
| 2.                       | Tobias Foss              | Jumbo-Visma              | + 16s                    |                          |
| 3.                       | Remco Evenepoel          | Deceuninck-Quick Step    | + 20s                    |                          |
| 4.                       | João Almeida             | Deceuninck-Quick Step    | + 20s                    |                          |
| 5.                       | Aleksandr Vlasov         | Astana-Premier Tech      | + 27s                    |                          |
| 6.                       | Mikkel Honoré            | Deceuninck-Quick Step    | + 36s                    |                          |
| 7.                       | Matteo Sobrero           | Astana-Premier Tech      | + 36s                    |                          |
| 8.                       | Pavel Sivakov            | Ineos Grenadiers         | + 37s                    |                          |
| 9.                       | Daniel Felipe Martínez   | Ineos Grenadiers         | + 39s                    |                          |
| 10.                      | Matteo Jorgenson         | Movistar Team            | + 39s                    |                          |

### Classificação por equipas"Súper team"
| Classificação por equipes | Classificação por equipes | Classificação por equipes | Classificação por equipes |
| Equipe                    | Equipe                    | Tempo                     |                           |
| ------------------------- | ------------------------- | ------------------------- | ------------------------- |
| 1.                        | Jumbo-Visma               | 26h35m08s                 |                           |
| 2.                        | Ineos Grenadiers          | + 9s                      |                           |
| 3.                        | Deceuninck-Quick Step     | + 13s                     |                           |
| 4.                        | Israel Start-Up Nation    | + 38s                     |                           |
| 5.                        | Qhubeka Assos             | + 41s                     |                           |
| 6.                        | Astana-Premier Tech       | + 47s                     |                           |
| 7.                        | UAE Team Emirates         | + 52s                     |                           |
| 8.                        | Bahrain Victorious        | + 1m01s                   |                           |
| 9.                        | EF Education-Nippo        | + 1m02s                   |                           |
| 10.                       | Movistar Team             | + 1m06s                   |                           |

## Abandonos
Nenhum.